# Jonas Eriksson
Jonas Eriksson (Sigtuna, 1974. március 28. –) svéd nemzetközi labdarúgó-játékvezető.

## Pályafutása
Játékvezetésből 1988-ban Stockholmban vizsgázott. A Stockholmi labdarúgó-szövetség által üzemeltetett labdarúgó bajnokságokban kezdte sportszolgálatát. A SvFF Játékvezető Bizottságának (JB) minősítésére 1994-től szövetségi bíró, majd a Superettan, majd 2000-től a Allsvenskan játékvezetője. Küldési gyakorlat szerint rendszeres 4. bírói szolgálatot is végez.  Allsvenskan mérkőzéseinek száma: 301 (2000. 10. 28.–2016. 5. 28.). Vezetett kupadöntők száma: 1.
| Időpont           | Helyszín                   | Mérkőzés típusa              | Mérkőzés                       | Eredmény | Nézők száma |
| ----------------- | -------------------------- | ---------------------------- | ------------------------------ | -------- | ----------- |
| 2000. október 28. | Vångavallen Trelleborg     | első Allsvenskan mérkőzése   | Trelleborgs FF–Västra Frölunda | 3 – 0    | 1351        |
| 2009. november 7. | Råsunda Stadion, Solna     | Svéd labdarúgókupa döntő     | AIK Fotboll–IFK Göteborg       | 2 – 0    | 24 365      |
| 2016. május 28.   | Jämtkraft Arena, Östersund | utolsó Allsvenskan mérkőzése | Östersunds FK–Malmö FF         | 1 – 4    | 7739        |

A Svéd labdarúgó-szövetség JB  terjesztette fel nemzetközi játékvezetőnek, a Nemzetközi Labdarúgó-szövetség (FIFA) 2002-től tartja nyilván bírói keretében. A FIFA JB központi nyelvei közül a angolt a spanyolt és a németet beszéli. Több nemzetek közötti válogatott (Labdarúgó-világbajnokság, Labdarúgó-Európa-bajnokság), valamint Intertotó-kupa, UEFA-kupa, Európa-liga és UEFA-bajnokok ligája klubmérkőzést vezetett, vagy működő társának 4. bíróként segített. A 2009/2010-es évad kezdetén a UEFA JB az elit kategóriába sorolta. A svéd nemzetközi játékvezetők rangsorában, a világbajnokság-Európa-bajnokság sorrendjében Erik Fredriksson társaságában a 2. helyet foglalja el 25 találkozó szolgálatával. Nemzetközi mérkőzéseinek száma: 63 (2010), Európában a legtöbb válogatott mérkőzést vezetők rangsorában többed magával, 32 (2005. június 8.–2016. június 20.) találkozóval tartják nyilván.
Aa 2013-as U20-as labdarúgó-világbajnokságon a FIFA JB bíróként foglalkoztatta.
| Időpont          | Helyszín                            | Mérkőzés típusa              | Mérkőzés                    | Eredmény | Nézők száma |
| ---------------- | ----------------------------------- | ---------------------------- | --------------------------- | -------- | ----------- |
| 2013. június 23. | Akdeniz University Stadion, Antalya | csoportmérkőzés (E. csoport) | Chile–Egyiptom              | 2 – 1    | 3148        |
| 2013. június 27. | Şükrü Saracoğlu Stadion, Isztambul  | csoportmérkőzés (A. csoport) | Spanyolország–Franciaország | 2 – 1    | 7511        |
| 2013. július 10. | Hüseyin Avni Aker Stadion, Trabzon  | egyik elődöntő               | Irak–Uruguay                | 1 – 1    | 3188        |

A 2006-os labdarúgó-világbajnokságon, a 2010-es labdarúgó-világbajnokságon, valamint a 2014-es labdarúgó-világbajnokságon a FIFA JB bíróként foglalkoztatta. Selejtező mérkőzéseket az UEFA és a AFC/COMNEBOL (rájátszás) zónákban vezetett. 2012-ben a FIFA JB bejelentette, hogy a brazil labdarúgó-világbajnokság lehetséges játékvezetőinek átmeneti listájára jelölte. A szűkített keret tagja lett.
| Időpont              | Helyszín                              | Mérkőzés típusa                     | Mérkőzés                             | Eredmény | Nézők száma |
| -------------------- | ------------------------------------- | ----------------------------------- | ------------------------------------ | -------- | ----------- |
| 2005. június 8.      | Skonto Stadion, Riga                  | (2006 vb) előselejtező (3. csoport) | Litvánia–Liechtenstein               | 1 – 0    | 8 000       |
| 2008. október 11.    | A.Le Coq Stadion, Tallinn             | (2010 vb) előselejtező (5. csoport) | Észtország–Spanyolország             | 0 – 3    | 9 200       |
| 2009. június 6.      | Városi Stadion, Marijampole           | (2010 vb) előselejtező (7. csoport) | Litván labdarúgó-válogatott–Románia  | 0 – 1    | 5 850       |
| 2009. október 14.    | Śląski Stadion, Chorzów               | (2010 vb) előselejtező (3. csoport) | Lengyelország–Szlovákia              | 0 – 1    | 5 000       |
| 2012. szeptember 8.  | Hampden Park Stadion, Glasgow         | (2014 vb) előselejtező (A. csoport) | Skócia–Szerbia                       | 0 – 0    | 47 369      |
| 2013. március 26.    | Pod Goricom Stadion, Podgorica        | (2014 vb) előselejtező (H. csoport) | Montenegró–Anglia                    | 1 – 1    | 11 300      |
| 2013. szeptember 10. | Juventus Stadion, Torino              | (2014 vb) előselejtező (B. csoport) | Olaszország–Csehország               | 2 – 1    | 35 299      |
| 2013. október 11.    | Metalist Oblast Stadion, Harkiv       | (2014 vb) előselejtező (H. csoport) | Ukrajna–Lengyel labdarúgó-válogatott | 1 – 0    | 39 126      |
| 2013. november 20.   | Estadio Centenario, Montevideo        | (2014 vb) rájátszás AFC/CONMEBOL    | Uruguay–Jordánia                     | 0 – 0    | 62 000      |
| 2014. június 16.     | Dunas Stadion, Natal                  | csoportmérkőzés (G. csoport)        | Ghána–Amerikai Egyesült Államok      | 4 – 0    | 39 760      |
| 2014. június 23.     | Nemzeti Stadion, Brazíliaváros        | csoportmérkőzés (A. csoport)        | Kamerun–Brazília                     | 1 – 4    | 69 112      |
| 2014. július 1.      | Arena de São Paulo Stadion, São Paulo | egyik nyolcaddöntő                  | Argentína–Svájc                      | 1 – 0    | 63 255      |

A 2002-es U17-es labdarúgó-Európa-bajnokságon az UEFA JB játékvezetőként vette igénybe szolgálatát.
| Időpont           | Helyszín                   | Mérkőzés típusa              | Mérkőzés                 | Eredmény |
| ----------------- | -------------------------- | ---------------------------- | ------------------------ | -------- |
| 2002. április 28. | Városi Stadion, Lyngby     | csoportmérkőzés (B. csoport) | Portugália–Franciaország | 0 – 2    |
| 2002. április 30. | Központi Stadion, Slagelse | csoportmérkőzés (D. csoport) | Németország–Magyarország | 6 – 2    |
| 2002. május 7.    | Városi Stadion, Herfølge   | egyik elődöntő               | Anglia–Svájc             | 0 – 3    |

A 2006-os U19-es labdarúgó-Európa-bajnokságon az UEFA JB bíróként alkalmazta.
| Időpont          | Helyszín                      | Mérkőzés típusa              | Mérkőzés                                                                | Eredmény |
| ---------------- | ----------------------------- | ---------------------------- | ----------------------------------------------------------------------- | -------- |
| 2006. július 20. | Huraganu Stadion, Pobiedziska | csoportmérkőzés (B. csoport) | Skócia–Spanyolország                                                    | 0 – 4    |
| 2006. július 22  | Amica Stadion, Wronki         | csoportmérkőzés (A. csoport) | Ausztria–Belgium                                                        | 4 – 1    |
| 2006. július 26. | Amica Stadion, Wronki         | egyik elődöntő               | Spanyol U19-es labdarúgó-válogatott–Osztrák U19-es labdarúgó-válogatott | 5 – 0    |

A 2008-as labdarúgó-Európa-bajnokságon, a 2012-es labdarúgó-Európa-bajnokságon, valamint 2016-os labdarúgó-Európa-bajnokságon az UEFA JB játékvezetőként foglalkoztatta.
| Időpont             | Helyszín                                     | Mérkőzés típusa                     | Mérkőzés                                                 | Eredmény | Nézők száma |
| ------------------- | -------------------------------------------- | ----------------------------------- | -------------------------------------------------------- | -------- | ----------- |
| 2006. szeptember 2. | Na Stínadlech Stadion, Teplice               | (2008 eb) előselejtező (D. csoport) | Csehország–Wales                                         | 2 – 1    | 16 200      |
| 2007. március 28.   | Vasil Levski Stadion, Szófia                 | (2008 eb) előselejtező (G. csoport) | Bulgária–Albánia                                         | 0 – 0    | 25 000      |
| 2010. október 8.    | Központi Stadion, Cardiff                    | (2012 eb) előselejtező (G. csoport) | Walesi labdarúgó-válogatott–Bolgár labdarúgó-válogatott  | 0 – 1    | 14 061      |
| 2011. június 3.     | Giuleşti-Valentin Stănescu Stadion, Bukarest | (2012 eb) előselejtező (D. csoport) | Román labdarúgó-válogatott–Bosznia-Hercegovina           | 3 – 0    | 10 000      |
| 2011. október 7.    | Dubňom Stadion, Žilina                       | (2012 eb) előselejtező (4. csoport) | Szlovák labdarúgó-válogatott–Oroszország                 | 0 – 1    | 10 087      |
| 2012. június 13.    | Metaliszt Stadion, Harkiv                    | csoportmérkőzés (B. csoport)        | Hollandia–Német labdarúgó-válogatott                     | 1 – 2    | 38 633      |
| 2012. június 16.    | Nemzeti Stadion, Nicosia                     | csoportmérkőzés (A. csoport)        | Görögország–Oroszország                                  | 1 – 0    | 58 145      |
| 2014. október 10.   | Şükrü Saracoğlu Stadion, Isztambul           | (2016 eb) előselejtező (A. csoport) | Törökország–Cseh labdarúgó-válogatott                    | 1 – 2    | 24 007      |
| 2014. november 14.  | Nemzeti Stadion, Bukarest                    | (2016 eb) előselejtező (F. csoport) | Román labdarúgó-válogatott–Észak-Írország                | 2 – 0    | 28 892      |
| 2015. március 29.   | Aviva Stadion, Dublin                        | (2016 eb) előselejtező (D. csoport) | Írország–Lengyel labdarúgó-válogatott                    | 1 – 1    | 50 500      |
| 2015. szeptember 7. | Elbasan Aréna, Elbasan                       | (2016 eb) előselejtező (I. csoport) | Albán labdarúgó-válogatott–Portugália                    | 0 – 1    | 12 121      |
| 2015. november 14.  | Olimpiai Stadion, Kijev                      | (2016 eb) rájátszás                 | Ukrán labdarúgó-válogatott–Szlovénia                     | 2 – 0    | 34 000      |
| 2016. június 12.    | Parc des Princes, Párizs                     | csoportmérkőzés (D. csoport)        | Török labdarúgó-válogatott–Horvátország                  | 0 – 1    | 43 842      |
| 2016. június 20.    | Stadium de Toulouse, Toulouse                | csoportmérkőzés (B. csoport)        | Orosz labdarúgó-válogatott–Wales labdarúgó-válogatott    | 0 – 3    | 28 840      |
| 2016. július 6.     | Parc Olympique Lyonnais, Lyon                | egyik elődöntő                      | Portugál labdarúgó-válogatott–Wales labdarúgó-válogatott | 2 – 0    | 55 679      |

Az MLSZ felkérésére a FIFA JB küldte a magyar labdarúgó-válogatott mérkőzésének vezetésére.
| Időpont           | Helyszín               | Mérkőzés típusa | Mérkőzés                                 | Eredmény | Nézők száma |
| ----------------- | ---------------------- | --------------- | ---------------------------------------- | -------- | ----------- |
| 2012. február 29. | ETO Park Stadion, Győr | felkészülési    | Magyarország–Bolgár labdarúgó-válogatott | 1 – 1    | 15 000      |

Az UEFA JB küldésére vezette az UEFA-kupa mérkőzéseket.
| Időpont              | Helyszín                           | Mérkőzés típusa        | Mérkőzés                       | Eredmény |
| -------------------- | ---------------------------------- | ---------------------- | ------------------------------ | -------- |
| 2004. augusztus 12.  | Újpest Stadion, Budapest           | második selejtező kör  | Újpest FC–Servette (svájci)    | 3 – 1    |
| 2005. szeptember 29. | Oláh Gábor utcai stadion, Debrecen | első kör (2. mérkőzés) | Debreceni VSC–FK Sahtar Doneck | 0 – 2    |